# Починок-Енаево
Почи́нок-Ена́ево (тат. Татар Черкене, Енали Пүчинкәсе) — село в Апастовском районе Республики Татарстан, в составе Табар-Черкийского сельского поселения.

## Этимология
Топоним произошел от антропонима «Енали» и ойконимического термина «пүчинкә» (починок).

## География
Деревня находится на реке Табарка (левый приток реки Улема), в 6 км к юго-западу от районного центра — посёлка городского типа Апастово.

## История
В окрестностях села выявлены археологические памятники: Починок-Енаевское городище (именьковская культура), Починок-Енаевские селища I–III (именьковская культура).
Село основано не позднее 1699 года.
В XVIII – первой половине XIX веков жители относились к категории государственных крестьян. Основные занятия жителей в этот период — земледелие и скотоводство.
В «Списке населенных мест по сведениям 1859 года», изданном в 1866 году, населённый пункт упомянут как казённая деревня Починок Енаев на Табаре 2-го стана Тетюшского уезда Казанской губернии. Располагалась при речке Табарке, по левую сторону торгового тракта из Тетюш в Свияжск, в 40 верстах от уездного города Тетюши и в 30 верстах от становой квартиры во владельческом селе Знаменское (Чипчаги). В деревне в 73 дворах жили 455 человек (221 мужчина и 234 женщины). Была мечеть.
В начале XX века в селе функционировали мечеть, медресе, 3 ветряные мельницы, 2 мелочные лавки. В этот период земельный надел сельской общины составлял 808,9 десятины.
С 1929 года село входило в сельхозартель «Комсомол».
До 1920 года село входило в Ильинско-Шонгутскую волость Тетюшского уезда Казанской губернии. С 1920 года в составе Тетюшского, с 1927 года – Буинского кантонов ТАССР. С 10 августа 1930 года в Апастовском, с 1 февраля 1963 года в Тетюшском, с 4 марта 1964 года в Апастовском районах.

## Население
| 1782 | 1859 | 1897 | 1908 | 1920 | 1926 | 1938 | 1949 | 1958 | 1970 | 1979 | 1989 | 2002 | 2010 | 2015 |
| ---- | ---- | ---- | ---- | ---- | ---- | ---- | ---- | ---- | ---- | ---- | ---- | ---- | ---- | ---- |
| 55   | 455  | 841  | 872  | 781  | 597  | 482  | 255  | 240  | 207  | 163  | 111  | 100  | 88   | 77   |

Национальный состав села: татары.

## Экономика
Жители работают преимущественно в сельскохозяйственном предприятии «Табар», занимаются полеводством, молочным скотоводством.

## Инфраструктура
В селе действуют сельский клуб, фельдшерско-акушерский пункт.

## Религия
Мечеть «Черкен» (2006 год).